# Viggo Rivad
Viggo Reinholdt Rivad (født 3. juli 1922, død 8. februar 2016) var en dansk fotograf og forfatter, som fotografisk mest beskæftigede sig med socialrealistiske emner, altid i sort-hvid opsætning, medens forfatterskabet mest var baseret på fotoreportager.
I starten af sin fotografiske karriere tog han billeder af alt, men han fattede interesse for de dårligst stillede i samfundet, hvilket medførte at han koncentrerede sig om socialrealistiske emner. Han opholdt sig i lang tid på Kofoeds Skole i København, for at skildre arbejdet på skolen for de dårligt stillede, som opholdt sig her.
Rivad modtog som den første fotograf Statens Kunstfonds treårige arbejdslegat, en anerkendelse af fotografiet som kunstart.
Han var i 2004 den første modtager af Fogtdals Fotografpriser. 
Den 4. oktober 2008 udkom bogen Fotografen Viggo Rivad fra Forlaget BIOS. Bogen er skrevet af fotograf-kollegaen Carlo Pedersen, og handler om Rivads liv. Bogen er primært en fotobog, men indeholder også mange biografiske anekdoter om Rivad.
Rivad døde den 8. februar 2016 i en alder af 93 år.

## Hæder
- 1950'erne-1960'erne, talrige præmier i fotokonkurrencer.
- 1964-1965, bronzemedalje verdensudstillingen, New York.
- 1974, Statens Kunstfond  (det 3-årige stipendium).
- 1976, æresmedlem Selskabet for Dansk Fotografi.
- 1981, Henry Heerup.
- 1984, LO's Kulturpris.
- 1984 Thorvald Bindesbøll Medaljen.
- 1984, 1995 Statens Kunstfond.
- 2004, Fogtdals Fotografpriser.